# 372 (numero)
Trecentosettantadue (372) è il numero naturale dopo il 371 e prima del 373.

## Proprietà matematiche
- È un numero pari.
- È un numero composto con i seguenti divisori: 1, 2, 3, 4, 6, 12, 31, 62, 93, 124, 186, 372. Poiché la somma dei suoi divisori (escluso il numero stesso) è 524 > 372, è un numero abbondante.
- È un numero noncototiente.
- È un numero 15-gonale.
- È un numero di Harshad (in base 10), cioè è divisibile per la somma delle sue cifre.
- È un numero palindromo nel sistema di numerazione posizionale a base 5 (2442) e in quello a base 30 (CC). In quest'ultima base è altresì un numero a cifra ripetuta.
- È parte delle terne pitagoriche (155, 372, 403), (279, 372, 465), (372, 496, 620), (372, 925, 997), (372, 1085, 1147), (372, 1904, 1940), (372, 2871, 2895), (372, 3835, 3853), (372, 5760, 5772), (372, 8645, 8653), (372, 11529, 11535), (372, 34595, 34597).
- È un numero intoccabile.
- È un numero rifattorizzabile in quanto divisibile per il numero dei propri divisori.
- È un numero congruente.

## Astronomia
- 372P/McNaught è una cometa periodica del sistema solare.
- 372 Palma è un asteroide della fascia principale del sistema solare.

## Astronautica
- Cosmos 372 è un satellite artificiale russo.